# Przełamanie (tenis)
Przełamanie – w tenisie sytuacja, w której zawodnik wygrywa gema, gdy podaje jego przeciwnik.
Jeżeli w secie nie dojdzie do przełamania lub obie strony dokonają przełamania tyle samo razy, o wyniku seta decyduje tie-break.
Jeżeli w secie zdarzy się tylko jedno przełamanie, wówczas może on się zakończyć wynikiem 6:3, 6:4 lub 7:5 na korzyść gracza, który wygrał podanie przeciwnika.